# 第三次反法同盟
第三次反法同盟戰爭是1805年欧洲地區發生的大規模衝突，交戰雙方分別是法蘭西帝國和奧地利帝國、俄罗斯帝国與大不列顛王國所率之反法同盟。法國主力軍團於10月在乌尔姆战役殲滅奧軍一部，其他部隊則於意大利牽制卡尔大公指揮的另一支奧軍，最終於12月2日在奧斯特利茨戰役擊敗聯軍主力，贏得戰爭勝利。
戰爭源自法国大革命战争後的領土爭端及法國皇帝拿破仑一世的對外干涉行動。1803年5月18日，大不列顛王國對法蘭西帝國宣戰，雙方開始備戰。1805年8月9日，英國與其他歐洲大國組成反法同盟，奧軍先遣軍入侵南德意志。法軍隨即從萊茵河迂迴至巴伐利亚，在乌尔姆战役殲滅敵軍。與此同時，英國皇家海軍在大西洋與法西艦隊相遇，爆發特拉法加海戰。10月下旬，德意志及意大利地區的法軍逐步推進，前者迫使聯軍放棄維也納北渡多瑙河，後者則拖住卡尔大公使其無法回援中欧友軍。
11月下旬，拿破仑一世指揮的主力軍團深入敵境，於12月2日贏得奧斯特利茨戰役，迫使奧地利帝國簽訂《普雷斯堡和約》，退出戰爭。然而法國與諸反法同盟成員國間的衝突並未因此停歇，普魯士王國更於1806年10月對法宣戰，與法國爆發第四次反法同盟戰爭。

## 背景

### 法國大革命戰爭
1789年7月14日，巴黎起義者攻破巴士底獄，法國大革命爆發。歐洲各君主國起初對這場革命不感興趣，直到法國國內情況繼續惡化後，它們才開始考慮干預法國政局以恢復波旁王朝統治。1791年8月27日，神聖羅馬皇帝利奧波德二世與普魯士國王腓特烈·威廉二世頒布《皮爾尼茨宣言》，在宣言中指出路易十六伉儷的安全與自由關乎歐洲各君主的利益，並稱可能會採取行動實現此目標。然而這項宣言加劇了法兰西第一共和国與其他國家間的矛盾，法國鷹派渴求恢復「世界最強國度」的應有地位，認為歐洲各受壓迫的民族正期盼解放。1792年4月20日，法國對奧地利大公國宣戰，第一次反法同盟戰爭爆發。
法國在戰爭打響後節節失利，但在9月於瓦爾密戰役擊敗入侵的敵軍，並在之後於各戰線勢如破竹，攻下比利時、萊茵蘭、薩伏依等地。法國政府歷此大勝後，於1793年2月1日對英國與荷蘭宣戰，然後於同年3月7日對西班牙宣戰。然而此時法國再度陷入絕境，在各戰線都丟失了過去攻佔的領土，迫使其政府在8月23日頒布全民動員令。至1795年初，法國除再次征服比利時外，還奪取了荷蘭與萊茵河左岸，並迫使普魯士王國、荷蘭共和國、西班牙王國退出戰爭。法國正式兼併比利時，成立附庸國巴達維亞共和國，控制整個萊茵河左岸。1796年，法國督政府下令三個主力軍團進攻奧地利，其中拿破崙·波拿巴指揮的「意大利軍團」，勢如破竹地攻下大半個北意大利，然後多次擊敗來援的奧軍，最終迫使神圣罗马帝国皇帝弗朗茨二世的代表於4月18日簽訂《萊奧本臨時和約》，該條約與隨後的《坎波福爾米奧條約》結束了第一次反法同盟戰爭。

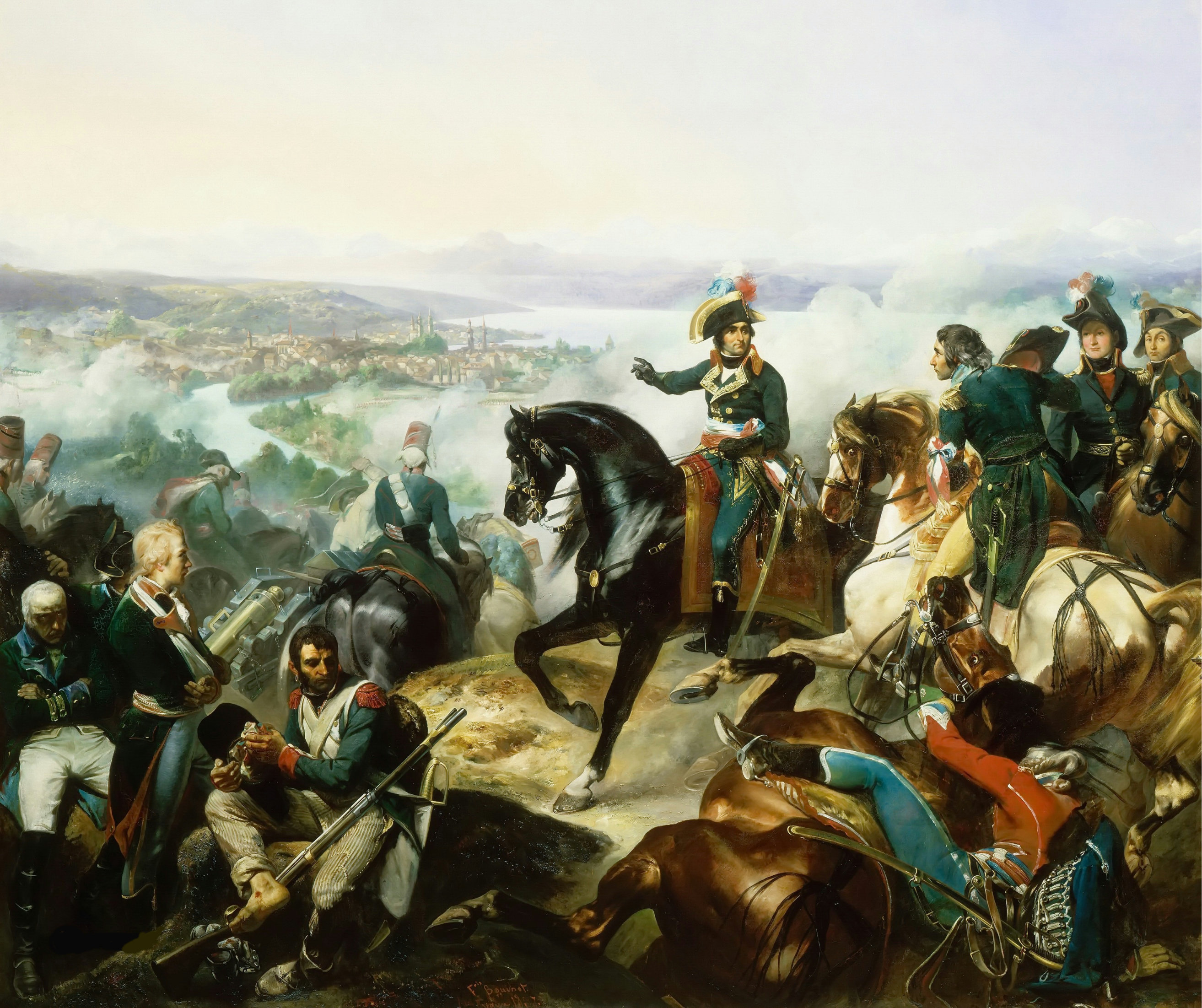
蘇黎世戰役

法國與英國間的戰爭狀態並未因第一次反法同盟破裂而結束，雙方的海軍仍在英吉利海峡與世界各大洋交戰。法國督政府於1798年3月5日委託拿破崙籌劃並指揮埃及遠征。同年5月19日，「東方軍團」在土倫出海，補給船隊在沿途中與艦隊會合。6月9日，法軍艦隊抵達醫院騎士團的總部马耳他島，在隔日向騎士團進攻，佔領全島後在當地建立了共和體制。此舉令俄羅斯沙皇保羅一世大感不滿，他堅信法國的遠征居心不良，決定與英國等國接觸。此外，法國雖與除英國外的歐洲國家達成和平，但未停止繼續擴張。法國督政府為穩固其新國境，先是率軍入侵瑞士，建立海尔维第共和国，然後推翻教宗国，建立羅馬共和國，極大地破壞了歐洲的戰略均勢。1798年下半，第二次反法同盟成立，其成員包括英國、奧地利、俄羅斯、奥斯曼、葡萄牙與那不勒斯。
1798年11月23日，那不勒斯王国入侵法國附庸罗马共和国。1799年3月，法國陸軍從德意志、瑞士與北意大利三個地點發動進攻，但僅在瑞士取得突破，於德意志與意大利都被擊敗。同年6月，聯軍在瑞士取得優勢，並再度在意大利擊敗法軍。8月，聯軍又一次在意大利戰勝法軍，但馬塞納將軍於隔月趁聯軍戰略失誤時，在蘇黎世戰役擊敗俄軍，迫使其撤出瑞士，並最終退出戰爭。與此同時，法軍亦挫敗聯軍經北海登陸入侵荷蘭之舉。10月，拿破崙·波拿巴返回法國，發動雾月政变成為第一執政。1800年5月，法軍翻越阿尔卑斯山抵達北意大利，於6月14日在馬倫戈戰役擊敗奧軍，迫使後者放棄明喬河以西的領地。同年12月，莫罗將軍在霍恩林登戰役擊敗奧軍，迫使後者簽署停戰協議。1801年2月9日，法奧簽署《呂內維爾條約》；1802年3月25日，法英簽署《亞眠和約》。

### 戰間期
第二次反法同盟戰爭雖已結束，但因為拿破崙拒絕開放法控港口予英貿易，還併吞厄尔巴岛、皮埃蒙特與帕爾馬等地，導致法國與英國重啟矛盾。1803年1月30日，法國《箴言報》發表塞巴斯蒂亚尼將軍參訪黎凡特的報告，並宣稱只要不足一萬的遠征軍就能奪回埃及，引起英方不滿。之後，拿破崙佔領瑞士後重新劃分該國，以致英國停止履行《亞眠和約》，不再將本地治里還給法國、好望角還給荷蘭，並拒絕從埃及亞歷山大與马耳他撤軍。2月9日，英國宣布暫停所有撤軍行動，除非法國就其在伊特鲁里亚、瑞士及黎凡特的行動做出解釋。1803年5月18日，英國對法宣戰，拿破崙開始在法國的海岸各地組建一支用於入侵英格蘭的大型軍團，其中軍團總部、近衛軍、蘇爾特元帥的第四軍、拉納元帥的第五軍位於滨海布洛涅；貝爾納多特元帥的第一軍位於漢諾威；馬爾蒙將軍的第二軍位於乌得勒支；達武元帥的第三軍位於布魯日；內伊元帥的第六軍位於蒙特勒伊；奧熱羅元帥的第七軍位於巴约讷。這支軍團因出色的素質、機動與流暢度，被認為是遠超其他軍隊的戰爭機器。
其餘歐洲諸國多不願捲入英法之爭，奧地利致力恢復因第一次反法同盟與第二次反法同盟戰爭受創之經濟與軍力，普魯士關注法國能否開放漢諾威港口予英國貿易，俄羅斯則願幫助英法調停。1803年夏，俄羅斯向拿破崙提出調停建議，後者置之不理，並於同年8月占那不勒斯港口，迫使俄羅斯加強伊奧尼亞群島防務。與此同時，普魯士提議若法國開漢諾威港口予予英國貿易，則保持中立，但拿破崙要求普魯士需與法國結盟才可開汉诺威港口，最終談判破裂，普魯士開始與俄羅斯商議結盟。1804年3月，拿破崙下令抓捕並處死旅居國外的昂吉安公爵，導致歐洲各國義憤填膺。1804年5月，法國元老院宣布第一執政拿破崙將成為法國皇帝，神圣罗马皇帝弗朗茨二世擔心其挑戰哈布斯堡在德意志的權威，遂於同年8月建立奧地利帝國。1804年12月2日，拿破崙加冕為法國皇帝；次年5月，復加冕為意大利國王，違背《呂內維爾條約》。法國一連串挑釁舉動，終致歐洲列強聯合，準備再次對抗法國。

### 反法同盟成立
1805年8月9日，英國、俄羅斯與奧地利等國組建第三次反法同盟。
聯軍投入超過40萬人進行作戰，其中包括25萬名奧軍與11.5萬俄軍，以及那不勒斯等國的部隊，並可能得到普魯士的支持。奧軍將分為三個主要部分，卡爾大公將指揮主力部隊進攻北意大利，斐迪南大公與卡爾·馬克將指揮第二支部隊與俄軍一同入侵南德意志，而預備部隊則將部署在蒂羅爾以隨時增援兩處。俄軍則將分為三階段進攻，米哈伊尔·库图佐夫將指揮第一階段部隊與奧軍一同入侵南德意志，莱温·本尼希森指揮第二階段部隊，伊萬·米赫爾松指揮第三階段部隊停留在立陶宛-普魯士邊境。此外，反法聯軍還將對那不勒斯與施特拉爾松德派遣遠征軍。拿破崙決定搶在聯軍集結完畢前進攻，於8月25日至8月26日指示貝爾蒂埃對「大軍團」下達行軍命令，法國陸軍開始從海岸營地強行軍至萊茵河，意圖在俄軍抵達中歐前擊敗奧地利。馬爾蒙的第二軍、達武的第三軍、蘇爾特的第四軍、拉納的第五軍及內伊的第六軍將組成主力部隊推進至萊茵河，而貝納多特的第一軍將停留在漢諾威、奧熱羅的第七軍將作為預備隊。9月8日，卡爾·馬克率領奧軍進入巴伐利亞，在乌尔姆等待俄軍增援部隊的到來。9月下旬，除了位於漢諾威的第一軍與仍在國內的第七軍外，法軍主力部隊抵達萊茵河一線。

## 戰事歷程

### 第一階段

#### 烏爾姆至多瑙河

烏爾姆戰役中法軍動向

9月26日至10月2日，法國「大軍團」各軍經不同地點渡過萊茵河，朝多瑙河方向推進。10月3日，法軍右翼（拉納第五軍、內伊第六軍、帝國衛隊、繆拉預備騎兵軍）抵達路德維希堡與斯图加特前，法軍中軍（蘇爾特第四軍、達武第三軍）向哈爾與英格尔芬根推進，法軍左翼（貝納多特第一軍、馬爾蒙第二軍、巴伐利亞軍）穿過普魯士領土抵達维尔茨堡，法軍整體逐漸順時針旋轉，從南北一線部署運動至平行多瑙河一線部署，準備包圍住奧軍的北面與東面。10月7日，法軍進攻多瑙河畔的多瑙沃特，蘇爾特軍、拉納軍與繆拉軍開始從乌尔姆以東渡河。10月8日，繆拉元帥在韋爾廷根擊潰一支6,000人的奧軍部隊。10月9日，蘇爾特元帥攻佔奥格斯堡與蘭茨貝格，徹底切斷奧軍向東撤退的路線；內伊元帥在金茨堡擊敗奧軍，在多瑙河南岸建立陣地。同時，英戈尔施塔特周遭的貝納多特軍、馬爾蒙軍、達武軍與巴伐利亞軍也渡過多瑙河，防止西面的俄軍前往救援奧軍。奧軍司令卡爾·馬克鑑於東面已被法軍阻斷，決定渡過多瑙河從北岸突圍。10月11日，奧軍2.3萬人的突圍部隊進攻位於北岸哈斯拉赫與容金根間的杜邦師，僅管後者僅有4,000餘人，但奧軍在付出慘重傷亡後撤回烏爾姆。10月13日，蘇爾特軍迂迴至梅明根，切斷奧軍撤往蒂羅爾的路線。卡爾·馬克再次嘗試突圍，下令兩支奧軍部隊向多瑙河北岸移動，但很快就被內伊在埃爾興根擊潰，一支部隊撤回烏爾姆，另一部則繼續向北逃竄，但被法軍騎兵追擊。10月15日，法軍各部包圍烏爾姆，迫使奧軍於19日投降。奧軍進入巴伐利亞的部隊損失6萬餘人，僅有金邁爾軍未被重創。
拿破崙準備進攻東面的库图佐夫部，下令內伊第六軍與剛抵達的奧熱羅第七軍繼續掃盪烏爾姆周遭的奧軍殘部，其餘部隊則向東追擊俄奧聯軍。10月26日，库图佐夫從布劳瑙向東方的韋爾斯撤退，並在半路與正趕來增援的奧軍相遇。10月30日，法軍前鋒在里德擊敗奧軍後衛部隊，然後在隔日於蘭巴赫擊敗另一支後衛。11月4日，俄奧聯軍撤至恩斯河東岸，嘗試在該河遲滯法軍攻勢。11月5日，達武軍進攻斯泰爾的聯軍部隊，奪下恩斯河的渡橋。拿破崙得知库图佐夫將繼續向東撤退後，下令主力部隊繼續追擊，並指派莫爾捷元帥指揮新成立的第八軍前往多瑙河北岸迂迴聯軍側翼。之後，法軍前鋒在阿姆施泰滕與聯軍後衛爆發戰鬥，後者成功遲滯法軍追擊。11月9日，庫圖佐夫下令經克雷姆斯轉移至多瑙河北岸，燒毀橋樑將法軍阻擋在南岸，放棄防守維也納。11月11日，庫圖佐夫進攻孤立在北岸的法軍第八軍，後者僅管人數遠不及對手，但有序地防守直到撤至多瑙河。11月13日，繆拉與拉納用詐術奪下本該被炸毀的塔伯爾大橋，法軍進入維也納，得以利用未被炸毀的大橋抵達北岸。繆拉隨後追上俄軍將軍巴格拉季昂的後衛部隊，但被後者假意和談欺騙，讓俄奧聯軍得以繼續撤退至摩拉維亞。11月16日，拿破崙劇烈地斥責繆拉的行為，後者趕忙進攻並重創俄軍後衛，但已讓俄奧聯軍大部隊逃脫。11月20日，拿破崙抵達布呂恩，並決定將作戰基地部署於此。

#### 特拉法加海戰
大西洋方面，英法兩國之大艦隊早於年初即在海上對峙。法軍艦隊於4月離開土伦，前往加勒比海的英國殖民地，誘使霍雷肖·納爾遜率艦隊追擊，隨後迅速返回歐洲水域，意圖趕在纳尔逊之艦隊抵達前控制英吉利海峡。然法軍艦隊回到海峽時，卻被另一支英軍艦隊阻擊，只得撤退至西班牙加的斯。之後，拿破崙因俄羅斯與奧地利正準備與法軍作戰，遂放棄侵英計劃，下令維爾納夫司令率艦隊離開加的斯駛入地中海，與西班牙艦隊會合，一同前往那不勒斯協助聖西爾將軍。9月15日，拿破崙再度重申上述命令，並下令羅西利將軍接替维尔纳夫擔任指揮。同日，納爾遜將軍離開英格兰，前往駐紮在加的斯沿海的英軍艦隊。9月28日，納爾遜抵達加的斯沿海，而法國海軍雖收到拿破崙的直接命令，仍決定不暫時留在港內。然而隨著羅西利將軍抵達马德里，維爾納夫立即意識到前者欲取代其位，遂孤注一擲下令出航。10月19日，法西聯合艦隊部分戰艦駛入大洋，納爾遜駛往直布羅陀海峽，防止聯合艦隊進入地中海。10月20日下午，聯合艦隊33艘戰艦均離開港口，朝西北方向航行，然後調轉方向朝直布羅陀前進。
10月21日清晨，英國皇家海軍與法西聯合艦隊在加的斯以南相遇，聯合艦隊司令維爾納夫發現英軍戰艦數量高於其估計，迫使他放棄預定作戰隊形，選擇笨拙地準備迎擊。納爾遜則將艦隊分為兩列縱隊，朝聯合艦隊戰列線中段進攻，後者鬆散的隊形未能阻擋英軍，在戰鬥爆發後兩小時被攔腰折斷。下午3時，聯合艦隊前衛部隊分兵，前往救援後衛部隊和前往中段截斷英軍縱隊，但前者被趕來的英軍艦隊擋住，後者則因中段與後衛的友軍都逐漸撤出戰場，選擇放棄進攻，雙方於下午4時結束特拉法加海戰。之後數日，雙方因風暴與擱淺再損數艘戰艦，而撤出戰場的法軍前衛部隊最終於11月4日被英軍追上俘虜，雙方結束大規模海上作戰。

#### 北意大利戰役

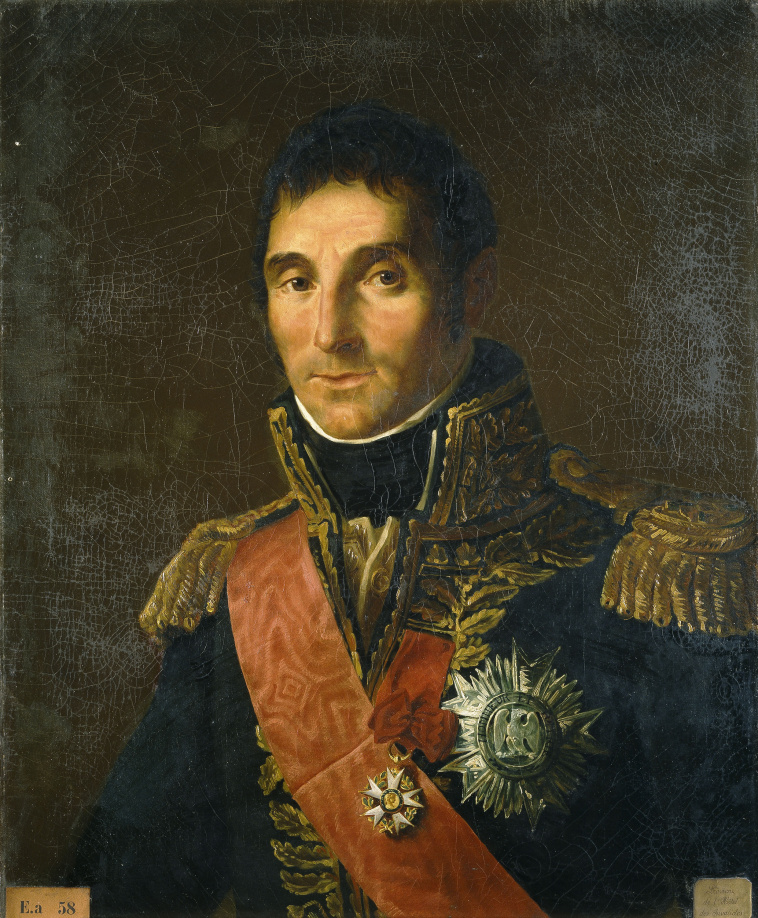
安德烈·马塞纳元帥

北意大利方面，马塞纳元帥指揮的「意大利軍團」由六個法軍步兵師、一個意大利軍步兵師及三個騎兵師組成，共計4.8萬人，僅為奧軍司令卡爾大公麾下兵力之半。9月23日，拿破崙下令馬塞納集結部隊至维罗纳，渡過阿迪杰河發起攻勢。然而馬塞納認為部隊準備不足，遂在29日向卡爾大公提出暫時停戰，並提到再度開戰時需提前六天告知。卡爾大公起初拒絕，但考慮到其部隊補給匱乏，最終同意。10月上旬，雙方均將部隊向前移動，其中法軍部隊聚集在阿迪杰河西岸的维罗纳城。之後，拿破崙下令馬塞納開戰，後者遂在接到命令後六天告知卡爾大公停火協議將在14日到期。17日，卡爾大公獲悉拿破崙指揮的法軍已渡過多瑙河，中歐地區的奧軍失去退路，瀕於崩潰，遂開始籌劃撤退回維也納。希勒率右翼繼續駐紮在蒂羅爾，維持大部隊與德意志地區的聯繫；達維多維奇率前鋒把守阿科莱至阿尔巴雷多的阿迪杰河；貝勒加德與阿讓托則指揮大部隊，駐扎在維羅納與卡尔迪耶罗間。
10月18日上午，馬塞納進攻阿迪杰河東岸，於下午攻佔韋羅涅塔城鄰近的高地。卡爾大公決定撤回周邊部隊，集中近6萬人至卡尔迪耶罗等待法軍。馬塞納則僅留下兩個師在阿迪杰河西岸，其餘部隊悉數渡河，朝奧軍大部隊前進。10月24日，卡爾大公得知中歐奧軍已在乌尔姆投降，下令部隊準備經過布倫塔河、皮亞韋河、利文扎河、塔利亞門托河一路撤回奧地利。然而馬塞納於26日也得知中歐戰局的結果，於29日進攻卡尔迪耶罗西北方的奧軍前哨，掃清其與奧軍主力間的障礙。卡爾大公只得準備作戰，試圖重創法軍以免其撤退路徑受到威脅。30日上午，馬塞納派遣韋迪耶師經別處渡過阿迪杰河，試圖迂迴奧軍側翼，但於10時渡河時被奧軍擊退，之後還被從別處趕來的達維多維奇牽制。馬塞納接著率兩師突入奧軍中軍，被擊退後轉而進攻奧軍右翼，但卡爾大公手握兵力優勢，再度擋住法軍進攻。法軍最終只得撤回初始位置，雙方均傷亡5,000人。隔日，馬塞納進攻奧軍左翼，雙方持續戰鬥五小時，最終因精疲力盡撤回各自的陣地。奧軍在11月1日撤出戰場，法軍開始追擊前者，於2日擊潰一支奧軍部隊，俘虜1,800人。法軍至5日已殺傷5,000名奧軍，但也無力繼續追擊。11月11日，奧軍渡過伊松佐河進入尤利安山，法軍則因擔心奧軍可能經蒂羅爾進攻其後方，遂留在伊松佐河畔。

### 第二階段

#### 摩拉維亞對峙
中歐戰略形勢此時仍對法軍相當不利，位於奧洛穆茨的庫圖佐夫部在得到增援後已達9萬人，另有3萬人將在年底前抵達；奧軍除正從北意大利移動至維也納周遭的卡爾大公部9萬人，還有位於波希米亚的斐迪南大公部1萬人；沙皇亚历山大一世與普王腓特烈·威廉三世簽訂《波茲坦條約》，後者承諾如果他未能調解法俄間的矛盾，普魯士將加入反法同盟，給予多達10萬生力軍。而位於庫圖佐夫部與卡爾大公部之間的法軍僅有10萬人，其中蘇爾特的第四軍、拉納的第五軍、帝國衛隊及輔助騎兵約5萬人位於布呂恩，達武的第三軍、莫尔捷的第八軍及輔助騎兵約5萬人位於維也納周邊。拿破崙鑑於法軍的位置非常不理想，設想聯軍各種可能的進攻路線及該如何反制。在東北面，他下令缪拉的騎兵軍分成三列部署在奧洛穆茨至布呂恩的道路，第一列由兩個輕騎兵旅位於維紹、第二列由一個龍騎兵師位於勞什尼茨、第三列由兩個重騎兵師位於普索里茨，蘇爾特的第四軍佔據普拉岑高地，拉納的第五軍、烏迪諾的擲彈兵師及帝國衛隊位於布呂恩周遭；在西北面，他下令貝納多特的第一軍分成兩列部署在布德維斯，第一列由巴伐利亞部隊組成、第二列由法國部隊位於伊格勞，負責打通往多瑙河的道路並將斐迪南大公部限制在波希米亚；在南面，他下令達武的第三軍分散，佔領布呂恩與維也納間的重要節點。

#### 奧斯特利茨戰役

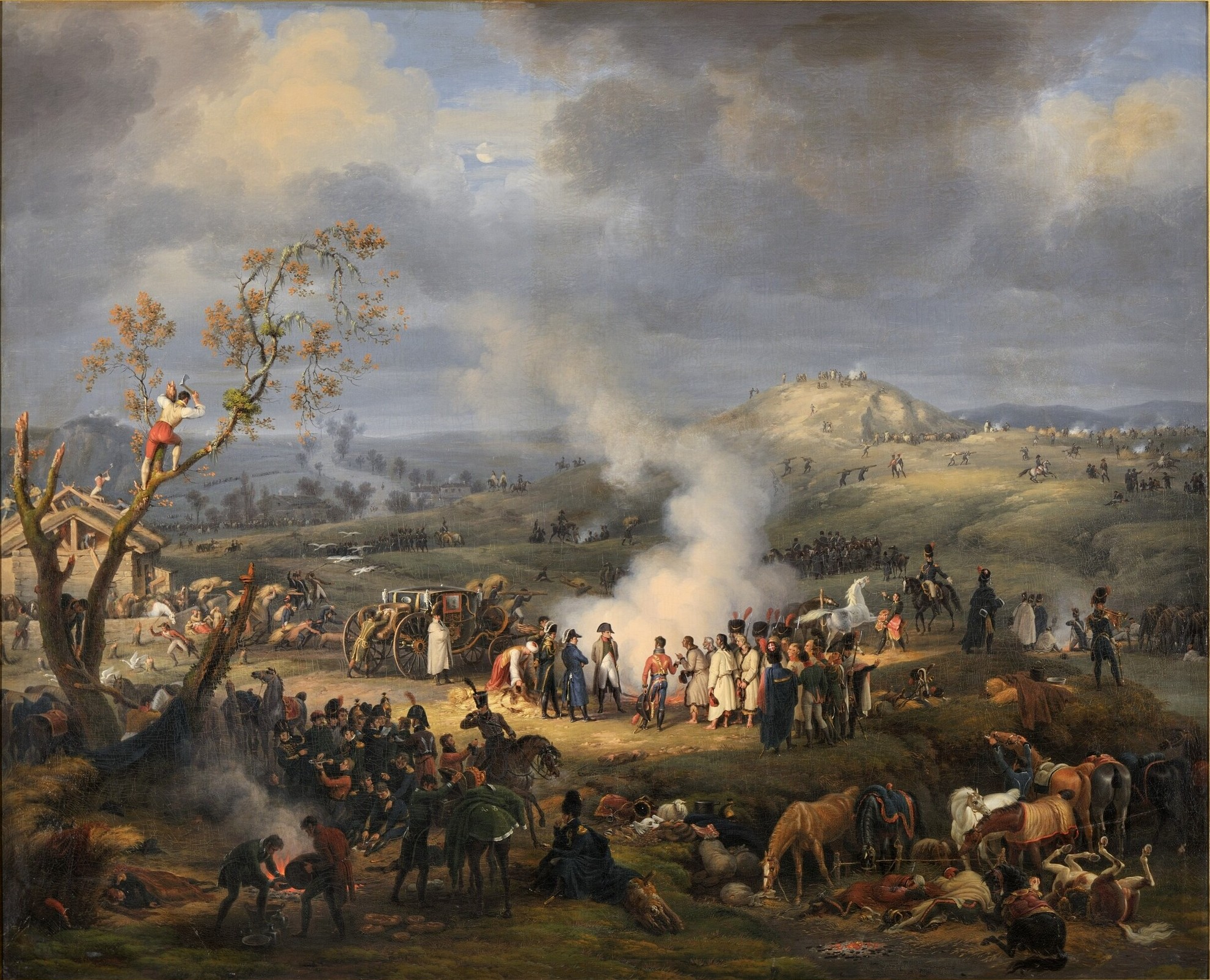
法軍軍官團在奧斯特利茨戰役

11月28日，俄奧聯軍前鋒與法軍騎兵交火後佔領維紹。拿破崙於當日下午4時得知消息後，於下午7時向貝爾納多特、達武及幾位騎兵司令發去集結命令，然後下令前哨騎兵後撤、蘇爾特軍放棄普拉岑高地撤退至哥德巴赫溪後方。拿破崙隨後派出特使薩瓦里提出要與沙皇亚历山大一世會面，營造出他並沒有要進行會戰的假象，並在沙皇特使多爾戈魯科夫公爵來訪時要求部隊假裝陷入混亂。12月1日，俄奧聯軍穿過奧斯特里茨村，開始爬上法軍撤出不久的普拉岑高地。拿破崙故意撤出該處並過度延展其右翼，誘使聯軍進攻該處。12月2日上午6時，法軍各部隊按照預定計劃進入起始位置，北翼為位於桑通山周圍的拉納軍、中軍為位於吉爾齊科維茨村與蓬托維茨村間的蘇爾特軍、南翼為位於哥德巴赫溪寬五公里正面的勒格朗師。而在後方，貝納多特軍將作為預備隊支援第一線部隊、繆拉預備騎兵軍將填補拉納軍與蘇爾特軍之間的缺口、烏迪諾擲彈兵師與帝國衛隊位於拿破崙總部所在的楚蘭山周遭。最後，達武軍仍在趕赴戰場，準備支援南翼的勒格朗師。12月2日上午7時，聯軍開始走下普拉岑高地進攻法軍，奧斯特利茨戰役爆發。在南面戰場，聯軍前衛金迈尔部進攻特爾尼茨村，雙方在村莊中不斷交手，聯軍直到增援抵達後於上午9時奪下特爾尼茨。與此同時，聯軍也對稍北的索科爾尼茨村及索科爾尼茨堡發動進攻，同樣在上午9時奪下兩要地，基本控制南翼哥德巴赫溪的關鍵渡河點。然而此時達武軍的弗里昂師與布爾西耶騎兵師趕到戰場，進攻特爾尼茨村及索科爾尼茨村，迫使聯軍停止渡河撤回東岸，成功以9千名法軍拖住近4萬名俄奧聯軍。在中路戰場，拿破崙觀察到普拉岑高地的動作後，於霧氣消散時下令蘇爾特元帥進攻，後者立即命令麾下的圣伊莱尔師與旺達姆師著手行動，前者進攻普拉岑高地西南部的普拉岑堡，後者進攻高地東北部的老葡萄園。法軍發動迅猛的攻勢佔領重要陣地，而聯軍迅速調動預備隊，企圖重奪普拉岑高地，雙方展開激烈的爭奪戰。俄奧聯軍在兩個小時的拉鋸戰中，多次嘗試擊退法軍未果，其陣線中央被蘇爾特軍突入，南北兩翼戰場徹底被分開。在北面戰場，法軍與聯軍的騎兵戰鬥了整個上午，直到中午後法軍步兵與騎兵發動反擊，迫使聯軍潰退。最後階段，蘇爾特軍從普拉岑高地進攻南翼的俄奧聯軍，正與達武軍對峙的聯軍腹背受敵、陷入崩潰，部分士兵涉險經冰凍的薩錢湖逃脫，部分則被殲滅，下午5時戰鬥落幕。

### 《普雷斯堡和約》
12月4日，拿破崙與神聖羅馬皇帝弗朗茨二世簽訂停戰協議，結束第三次反法同盟戰爭的主要戰局。法國和奧地利代表於12月26日簽訂《普雷斯堡和約》，奧地利帝國需支付大筆戰爭賠款、割讓威尼托與蒂羅爾、放棄其在中歐地區的影響力。這項和約導致法國附庸國義大利王國的擴張，以及神聖羅馬帝國事實上的滅亡。時任英國首相小威廉·皮特聽聞消息後，直呼：「歐洲的舊地圖在後續十年都無用處了。」其於1806年1月逝世後，新內閣「賢能內閣」成立，親法政客查爾斯·詹姆士·福克斯成為外交大臣，開始試圖同法國交涉談判。最終，英軍與俄軍於次年逐步撤出汉诺威與那不勒斯，第三次反法同盟戰爭結束。

## 結果
法國經第三次反法同盟戰爭成為中欧主宰，與巴伐利亚选侯国、符騰堡選侯國、巴登選侯國等德意志邦國建立正式聯盟，推動前二者升格為王國、後者升格為大公國。1806年神圣罗马帝国解体後，拿破崙組建萊茵邦聯，成為德意志諸邦主權獨立的擔保者。奧地利帝國實力大損，割讓其在施瓦本等地的分散領地，在意大利與德意志的影響力大幅下滑，於次年8月由帝國議會宣布解散神圣罗马帝国。其宮廷主戰派名譽掃地，卡尔大公開始推行軍改。俄罗斯帝国雖未與法軍媾和，然無論坐鎮主力之沙皇亞歷山大一世，抑或部署於漢諾威與那不勒斯之遠征部隊，皆已撤回本土。俄軍高層對奧斯特利茨戰役之敗相互推諉，並未實施大規模軍改，僅於1806年春增設常備師。英國雖仍與法國交戰，然亦隨俄軍之步伐，自漢諾威與那不勒斯撤軍，時任外交大臣查爾斯·詹姆士·福克斯開始試圖同法國交涉談判。至於普魯士王國，其在聽聞法軍大捷後就與法國簽署《美泉宮條約》，割讓安斯巴赫、纳沙泰尔及克萊沃公國三地，並與法國結成反英聯盟，以換取漢諾威選侯國。1806年2月25日，普魯士同意條約並併吞漢諾威，開始對英貿易制裁。
然而普魯士因屈從於法國諸般要求，境內反法情緒逐漸高漲，宮廷親法派失勢。同年7月12日，拿破崙決定要組建萊茵邦聯，並得到普王的支持。但普王後來發現拿破崙並沒有打算讓普魯士主導該邦聯，普魯士朝堂反法情緒隨之爆發。同年7月底，普王更得知拿破崙打算重佔漢諾威，以將此地重歸英國換許英法兩國間的和平。普魯士王國遂於8月9日總動員，並於同日向俄羅斯沙皇亚历山大一世要求結盟，法普兩軍最終於10月爆發交戰，第四次反法同盟戰爭爆發。

## 註腳
1. ↑  Chandler（1990年），第11页
2. 1 2 3 4  Schneid（2005年），第87页
3. ↑  Chandler（1990年），第9页
4. ↑  Chandler（1990年），第9-10页
5. 1 2 3  Bodart（1916年），第43页
6. ↑  Bodart（1916年），第128页
7. ↑  多伊爾（2021年），第98页
8. 1 2  布萊寧（2018年），第766-772页
9. ↑  Fremont-Barnes（2001年），第21页
10. ↑  布萊寧（2018年），第774页
11. ↑  Fremont-Barnes（2001年），第24页
12. ↑  Broers & Dwyer（2022年），第128页
13. ↑  Blanning（1996年），第62页
14. ↑  布萊寧（2018年），第778-779页
15. ↑  布萊寧（2018年），第782-784页
16. ↑  Colson & Mikaberidze（2022年）
17. ↑  Blanning（2014年），第174-175页
18. ↑  Colson & Mikaberidze（2022年），第608-610页
19. ↑  Colson & Mikaberidze（2022年），第610页
20. 1 2  布萊寧（2018年），第805页
21. ↑  Mikaberidze（2020年），第75页
22. ↑  Blanning（2014年），第175-178页
23. ↑  Rothenberg（1995年），第65页
24. ↑  布萊寧（2018年），第806页
25. ↑  Rothenberg（1995年），第75页
26. ↑  Esdaile（2018年），第284页
27. ↑  布萊寧（2018年），第807页
28. ↑  多伊爾（2021年），第329页
29. ↑  Mikaberidze（2020年），第111-126页
30. 1 2  布萊寧（2018年），第811页
31. ↑  Goetz（2005年），第23页
32. ↑  Schneid（2005年），第77页
33. ↑  Colson & Mikaberidze（2022年），第356页
34. 1 2  Goetz（2005年），第24页
35. ↑  Goetz（2005年），第25页
36. ↑  布萊寧（2018年），第812页
37. ↑  Goetz（2005年），第26页
38. ↑  Goetz（2005年），第27页
39. 1 2  Colson & Mikaberidze（2022年），第358页
40. ↑  Schneid（2005年），第88页
41. ↑  Colson & Mikaberidze（2022年），第360页
42. ↑  Schneid（2005年），第94页
43. ↑  Duffy（1977年），第42页
44. ↑  Colson & Mikaberidze（2022年），第361页
45. ↑  Schneid（2005年），第105页
46. ↑  Duffy（1977年），第44页
47. ↑  Colson & Mikaberidze（2022年），第363页
48. ↑  Schneid（2005年），第113页
49. 1 2  Duffy（1977年），第45页
50. 1 2  Leggiere（2016年），第158页
51. 1 2 3 4  Goetz（2005年），第54页
52. ↑  Duffy（1977年），第47页
53. ↑  Goetz（2005年），第55-56页
54. ↑  Duffy（1977年），第51页
55. ↑  Goetz（2005年），第61页
56. ↑  Leggiere（2016年），第162页
57. ↑  Goetz（2005年），第63-64页
58. ↑  Duffy（1977年），第56页
59. ↑  Colson & Mikaberidze（2022年），第366页
60. ↑  Duffy（1977年），第60页
61. ↑  Colson & Mikaberidze（2022年），第367页
62. ↑  Goetz（2005年），第76页
63. ↑  Colson & Mikaberidze（2022年），第369页
64. 1 2  Colson & Mikaberidze（2022年），第370页
65. ↑  Goetz（2005年），第79-81页
66. ↑  Duffy（1977年），第70页
67. ↑  Castle（2005年），第33页
68. ↑  Colson & Mikaberidze（2022年），第570-571页
69. 1 2  马汉（2013年），第394页
70. ↑  科貝特（2016年），第297-301页
71. ↑  科貝特（2016年），第333-334页
72. ↑  马汉（2013年），第395页
73. ↑  科貝特（2016年），第365-366页
74. ↑  马汉（2013年），第397-400页
75. ↑  Colson & Mikaberidze（2022年），第573页
76. ↑  科貝特（2016年），第394-398页
77. ↑  马汉（2013年），第401-402页
78. 1 2 3  Schneid（2005年），第120-121页
79. ↑  Horward（1990年），第35页
80. 1 2 3  Schneid（2005年），第122页
81. 1 2 3  Schneid（2005年），第123页
82. 1 2  Rothenberg（1995年），第123页
83. 1 2 3  Schneid（2005年），第124页
84. ↑  Horward（1990年），第36页
85. ↑  Rothenberg（1995年），第124页
86. ↑  Colson & Mikaberidze（2022年），第372页
87. ↑  Duffy（1977年），第69页
88. ↑  Goetz（2005年），第89页
89. ↑  Colson & Mikaberidze（2022年），第375页
90. ↑  Goetz（2005年），第93页
91. ↑  Goetz（2005年），第107页
92. ↑  Castle（2005年），第34-35页
93. ↑  Goetz（2005年），第108-110页
94. ↑  Mikaberidze（2020年），第205页
95. 1 2  吳畋（2016年），第62-63页
96. 1 2  Colson & Mikaberidze（2022年），第376页
97. 1 2  吳畋（2016年），第68页
98. ↑  吳畋（2016年），第71-74页
99. ↑  吳畋（2016年），第75页
100. ↑  布魯斯等（2010年），第145页
101. ↑  吳畋（2016年），第101-103页
102. ↑  吳畋（2016年），第101-111页
103. 1 2  Colson & Mikaberidze（2022年），第380页
104. ↑  Castle（2005年），第87页
105. 1 2 3 4  Goetz（2005年），第304页
106. ↑  Schneid（2005年），第139-143页
107. ↑  Goetz（2005年），第303页
108. ↑  Schneid（2005年），第141-142页
109. ↑  Goetz（2005年），第302页
110. 1 2 3  Colson & Mikaberidze（2022年），第382页
111. ↑  Goetz（2005年），第300页
112. ↑  Mikaberidze（2020年），第215页
113. ↑  Leggiere（2016年），第174页